# 悪人正機
悪人正機（あくにんしょうき）は、浄土真宗の教義の中で重要な意味を持つ思想で、「“悪人”こそが阿弥陀仏の本願（他力本願）による救済の主正の根機である」という意味である。
阿弥陀仏が救済したい対象は、衆生である。すべての衆生は、末法濁世を生きる煩悩具足の凡夫たる「悪人」である。よって自分は「悪人」であると目覚させられた者こそ、阿弥陀仏の救済の対象であることを知りえるという意である。

## 悪人と善人
「悪人正機」の意味を知る上で、「善人」と「悪人」をどのように解釈するかが重要である。ここでいう善悪とは、法的な問題や道徳的な問題をさしているのではない。また一般的・常識的な善悪でもない。親鸞が説いたのは「阿弥陀仏の視点」による善悪である。
法律や倫理・道徳を基準にすれば、この世には善人と悪人がいるが、どんな小さな悪も見逃さない仏の眼から見れば、すべての人は悪人だと浄土真宗では教える。
悪人
衆生は、末法に生きる凡夫であり、仏の視点によれば「善悪」の判断すらできない、根源的な「悪人」であると捉える。
阿弥陀仏の光明に照らされた時、すなわち真実に目覚させられた時に、自らがまことの善は一つも出来ない悪人であると気づかされる。その時に初めて気付かされる「悪人」である。
善人
親鸞はすべての人の本当の姿は悪人だと述べているから、「善人」は、真実の姿が分からず善行を完遂できない身である事に気づくことのできていない「悪人」であるとする。
また自分のやった善行によって往生しようとする行為（自力作善）は、「どんな悪人でも救済する」とされる「阿弥陀仏の本願力」を疑う心であると捉える。（#本願ぼこりも参照のこと。）
因果
凡夫は、「因」がもたらされ、「縁」によっては、思わぬ「果」を生む。つまり、善と思い行った事（因）が、縁によっては、善をもたらす事（善果）もあれば、悪をもたらす事（悪果）もあるし、なおかつ、悪と思い行った事（因）が、縁によっては、悪をもたらす事（悪果）もあれば、善をもたらす事（善果）もある。つまり、親鸞の他力本願の教えに基づいて、悪因悪果や、善因善果以外にも、善因悪果もあれば、悪因善果もあるのである。どのような「果」を生むか、解らないのも「悪人」である。

## 救済の対象
『仏説無量寿経』には、すべての人が苦しみにあえいでいる姿をつぶさに観察した法蔵菩薩（阿弥陀仏の修行時代の名前）は、この人たちすべてが仏となって幸せになってもらいたいと誓いを立てた。その48の願いの第18番目の願いに、「設我得佛 十方衆生 至心信樂 欲生我國 乃至十念 若不生者 不取正覺 唯除五逆誹謗正法」（意訳：わたしが仏になるとき、すべての人々が私を憑み（一切任せ）わずか十回でも念仏して、もし生れることができないようなら、わたしは決してさとりを開きません。）と説かれている。
「十方衆生」、すなわちすべての衆生が救済の対象である。また至心・信楽・欲生は、如来の願によるものである。よって自らの計らいによる善悪は、阿弥陀による救済の条件・手段にはならない。
「唯除五逆誹謗正法」（「唯除の文」）についての親鸞の了解は、曇鸞の『浄土論註』、善導の『観無量寿経疏』に依るものである。詳細は、「四十八願#唯除の文」を参照のこと。
我々の行為は下記のように、本質的には「悪」でしかない。
1. 自分のやった善行によって往生しようと思うのは、阿弥陀仏の誓願のはたらきを疑いの心による。
2. 何を行うにしろ我々には常に欲望（煩悩）があり、その計らいによる行為はすべて悪（煩悩濁）でしかない。
3. 善いことをしようにも、実際には自らの善悪の基準でしかなく、本質的な善悪の判断基準がない。

すべての衆生は根源的な「悪人」であるがゆえに、阿弥陀仏の救済の対象は、「悪人」であり、その本願力によってのみ救済されるとする。つまり「弥陀の本願に相応した時、自分は阿弥陀仏が見抜かれたとおり、一つの善もできない悪人だったと知らされるから、早く本当の自分の姿を知りなさい」とするのが、「悪人正機」の本質である。
しかしこの事は、「欲望のままに悪事を行っても良い」と誤解されやすく注意を要する。（#本願ぼこりを参照）。
さらに、親鸞は自らを深く内省することによって、阿弥陀仏が誓願を起こして仏と成ったと『仏説無量寿経』で説かれていることは、「親鸞一人のためであった」と、阿弥陀仏の本願力を自己のもの、つまり我々一人一人のためであったと受け止め、称名念仏は、行ではなく、その報恩謝徳のためであると勧め教化した。
この点が、宗教者としての親鸞の独自性である。
以上が浄土真宗の立場であり、それを示すのが続く引用である。

## 親鸞以前の悪人正機説
この悪人正機説は、親鸞の独創ではないことはすでに知られている。浄土宗の法然が、7世紀の新羅の華厳宗の学者である元暁（がんぎょう）の『遊心安楽道』を引いている。（なお、近年では『遊心安楽道』が元暁仮託の偽撰書である可能性が指摘されている。）
また浄土真宗本願寺第三世覚如も、元は法然の教えであるとしている。
このように、すでに古くから阿弥陀仏の目的が凡夫の救済を目標としていること、悪人正機の教えが親鸞の独創ではない事は指摘されていた。
法然も『選択集』に「極悪最下の人のために極善最上の法を説く」と述べており、悪人正機説を展開している。親鸞の悪人正機説は、この法然の説を敷衍したものと思える。
しかし、法然はどこまでも善を行う努力を尊んだのであり、かえって善人になれない自己をして、より一層の努力をすべきだという立場である。『和語灯録』に「罪をば十悪五逆の者、尚、生まると信じて、小罪をも犯さじと思ふべし」とあるのは、これを示している。法然は悪を慎み善を努めることを勧めたのである。
源智が記したと伝えられる法然の伝記の一つである醍醐本『法然上人伝記』（『昭和新修法然上人全集』所収）のなかに「善人尚以往生況悪人乎 口伝有之」と、『口伝鈔』『歎異抄』と同じ文言があり、ともに法然の口伝としていることから、末木文美士は「源空門下の人達によって、スローガン的に伝持されたものではないか」としている。
『法然上人伝記』・醍醐寺本は大正6年に醍醐寺三宝院（真言宗）から発見され、法然の弟子・源智が残したとされる文書の写本である。このうち「三心料簡および御法語」には、「歎異抄」と酷似した表現、悪人正機思想の意味と誤解の注意が記されている。文献の内容が法然自身の語った思想であるか否かについては議論がある。

## 本願ぼこり
悪人正機の意味を誤解して「悪人が救われるというなら、積極的に悪事を為そう」という行動に出る者が現れた。これを「本願ぼこり」と言う。親鸞はこの事態を憂慮して「くすりあればとて毒をこのむべからず」と戒めている。
ただし今度はこの訓戒が逆に行き過ぎて、例えば悪行をなした者は念仏道場への立ち入りを禁止するなどの問題が起きた事を、唯円は『歎異抄』において批判している。